# Osphranteria richteri
Osphranteria richteri är en skalbaggsart som beskrevs av Heyrovský 1959. Osphranteria richteri ingår i släktet Osphranteria och familjen långhorningar.
Artens utbredningsområde är Iran. Inga underarter finns listade i Catalogue of Life.